# DJK SpVgg Herten
DJK SpVgg Herten – niemiecki klub piłkarski, grający obecnie w Bezirkslidze Westfalen - Staffel 12 (odpowiednik ósmej ligi), mający siedzibę w mieście Herten, leżącym w Nadrenii Północnej-Westfalii.

## Historia
Klub został założony jako DJK SpVgg Herten (Deutsche Jugendkraft Spielvereinigung Herten 1907 e.V.) 1 lipca 2000 roku, gdy SpVgg Herten połączył się z DJK 07/26 Herten. Największe sukcesy klub odnosił przed fuzją jako SpVgg Herten, kiedy przez 7 sezonów występował w Gaulidze Westfalen (1. poziom rozgrywek piłkarskich w Niemczech przed II wojną światową) oraz gdy przez 14 sezonów występował w 2. Oberlidze West (2. poziom) i 1 sezon (1963/64), gdy występował w Regionallidze West (także 2. poziom rozgrywek).